# Südkoreanische Volleyballnationalmannschaft der Frauen
Die südkoreanische Volleyballnationalmannschaft der Frauen ist eine Auswahl der besten südkoreanischen Spielerinnen, die die Korea Volleyball Association bei internationalen Turnieren und Länderspielen repräsentiert.

## Geschichte

### Weltmeisterschaft
Bei ihren ersten beiden Teilnahme an einer Volleyball-Weltmeisterschaft erreichten sie Südkoreanerinnen 1967 und 1974 jeweils den dritten Platz. Die WM 1974 beendeten sie auf dem vierten Rang. Bei den nächsten drei Turnieren belegten sie die Plätze sieben, acht und fünf. 1994 verloren sie das Spiel um den dritten Platz gegen Russland. Nach einem neunten Platz 1998 schieden sie 2002 in Deutschland im Viertelfinale gegen Italien aus. 2006 in Japan und vier Jahre später lief es mit dem 13. Platz schlechter. Nach der verpassten WM 2014 schied Südkorea auch bei den Turnieren 2018 und 2022 in der Vorrunde aus.

### Olympische Spiele

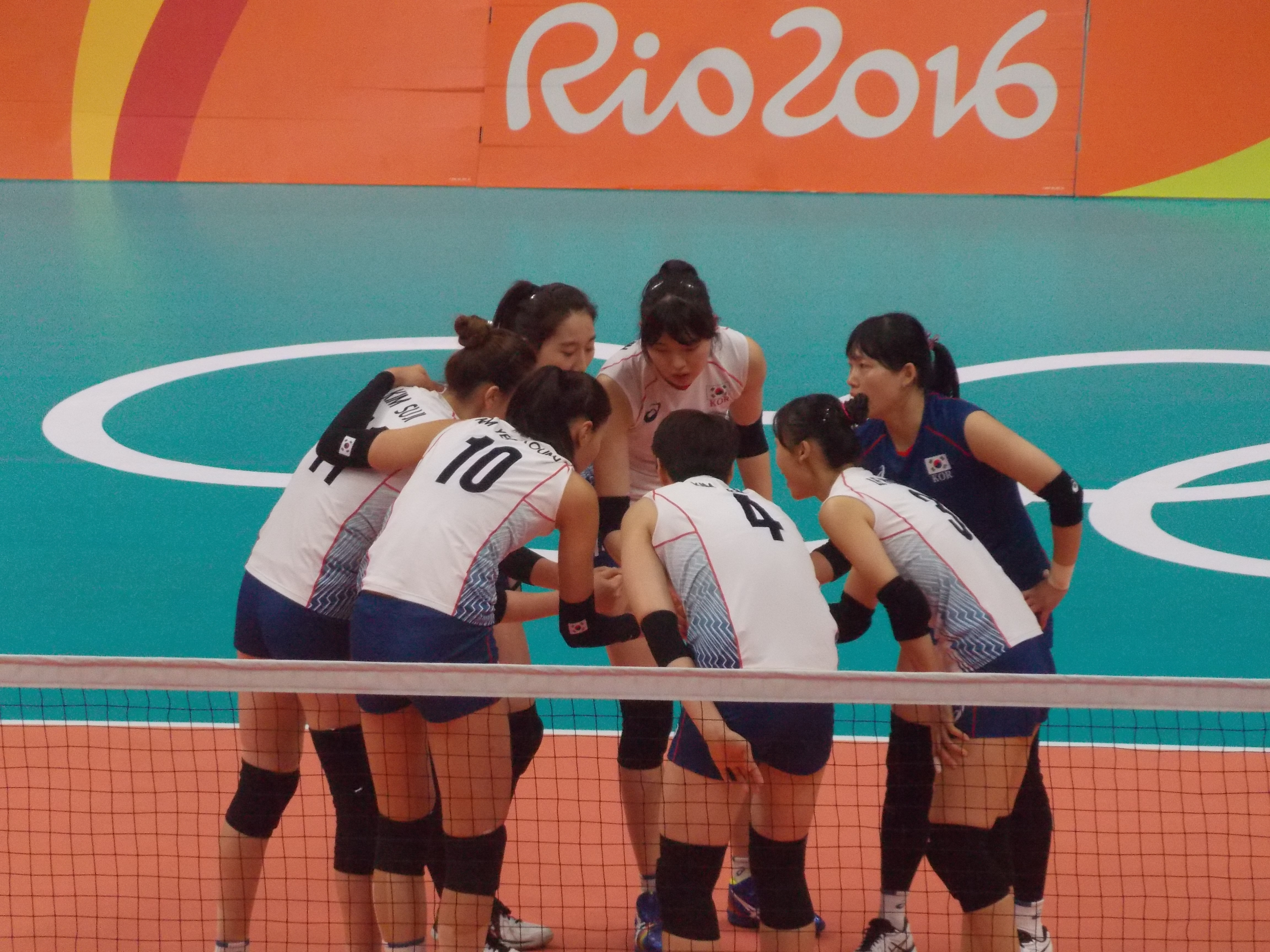
Südkorea bei den Olympischen Spielen 2016

Das erste olympische Turnier 1964 in Tokio endete für die Südkoreanerinnen auf dem sechsten Rang. 1968 und 1972 verbesserten sie sich jeweils um einen Platz.
1976 in Montreal feierten sie mit dem Gewinn der Bronzemedaille ihren größten Erfolg bei Olympischen Spielen. 1984 wurden sie Fünfte. Bei den Spielen 1988 kamen sie trotz Heimvorteil nicht über den achten Platz hinaus. Beim Turnier 1996 wurden sie Sechster und vier Jahre später wieder Achter. 2004 in Athen kamen sie auf den fünften Rang. 2008 verpassten sie die Qualifikation. 2012 in London verloren sie das Bronzespiel gegen Japan. Beim Turnier 2016 schieden sie im Viertelfinale gegen die Niederlande aus. Bei den 2021 in Tokio ausgetragenenOlympischen Spiele 2020 erreichte Südkorea das Spiel um den dritten Platz und unterlag dort Serbien.

### Asienmeisterschaft
Die Südkoreanerinnen nahmen bisher an allen Volleyball-Asienmeisterschaften teil. Bei der Premiere 1975 erreichten sie das Finale gegen Japan. Danach wurden sie dreimal Dritte. 1989 unterlagen sie im Endspiel gegen China. Nach zwei dritten Plätzen gab es vier weitere verlorenen Endspielen gegen die Chinesinnen. 2003 wurden die südkoreanischen Frauen wieder Dritte. Dann verpassten sie dreimal nacheinander als Vierte die Medaillen. 2011 und 2013 belegten sie wieder den dritten Rang. 2015 wurden sie erneut im Endspiel von China bezwungen. 2017 und als Gastgeber auch 2019 gab es weitere Bronzemedaillen.

### World Cup
Südkorea war an allen Ausgaben des Volleyball World Cup beteiligt. Ihre besten Ergebnisse in diesem Wettbewerb erzielten die Südkoreanerinnen gleich bei den ersten Turnieren 1973 und 1977, bei denen sie jeweils Dritter wurden. Danach wurden sie Fünfter und zweimal Siebter. Bei den nächsten Ausgaben verbesserten sie sich jeweils um einen Rang bis zum vierten Platz 1999. Von 2003 bis 2011 lief es mit dem neunten und achten Platz schlechter. Die Turniere 2015 und 2019 beendete Südkorea jeweils auf dem sechsten Rang.

### Nations League
In der Nations League 2018 wurden die Südkoreanerinnen Zwölfte. Beim Turnier 2019 kamen sie nicht über den 15. Platz hinaus.

### World Grand Prix
Bei den ersten drei Ausgaben des World Grand Prix wurden die Südkoreanerinnen jeweils Fünfte und 1996 dann Sechste. 1997 erzielten sie als Drittplatzierte ihr bestes Ergebnis. In den folgenden drei Jahren gab es Platzierungen zwischen fünf und sieben. 2003 fehlten die Südkoreanerinnen erstmals. Danach rutschten sie vom sechsten auf den elften Platz ab, bevor sie zweimal Neunte wurden. Anschließend waren sie nur noch unregelmäßig beim Grand Prix vertreten und kamen nicht mehr über den neunten Rang hinaus. Mit dem 14. Platz erzielten sie beim letzten Turnier 2017 eines ihrer schlechtesten Resultate.